# Prinz Pi

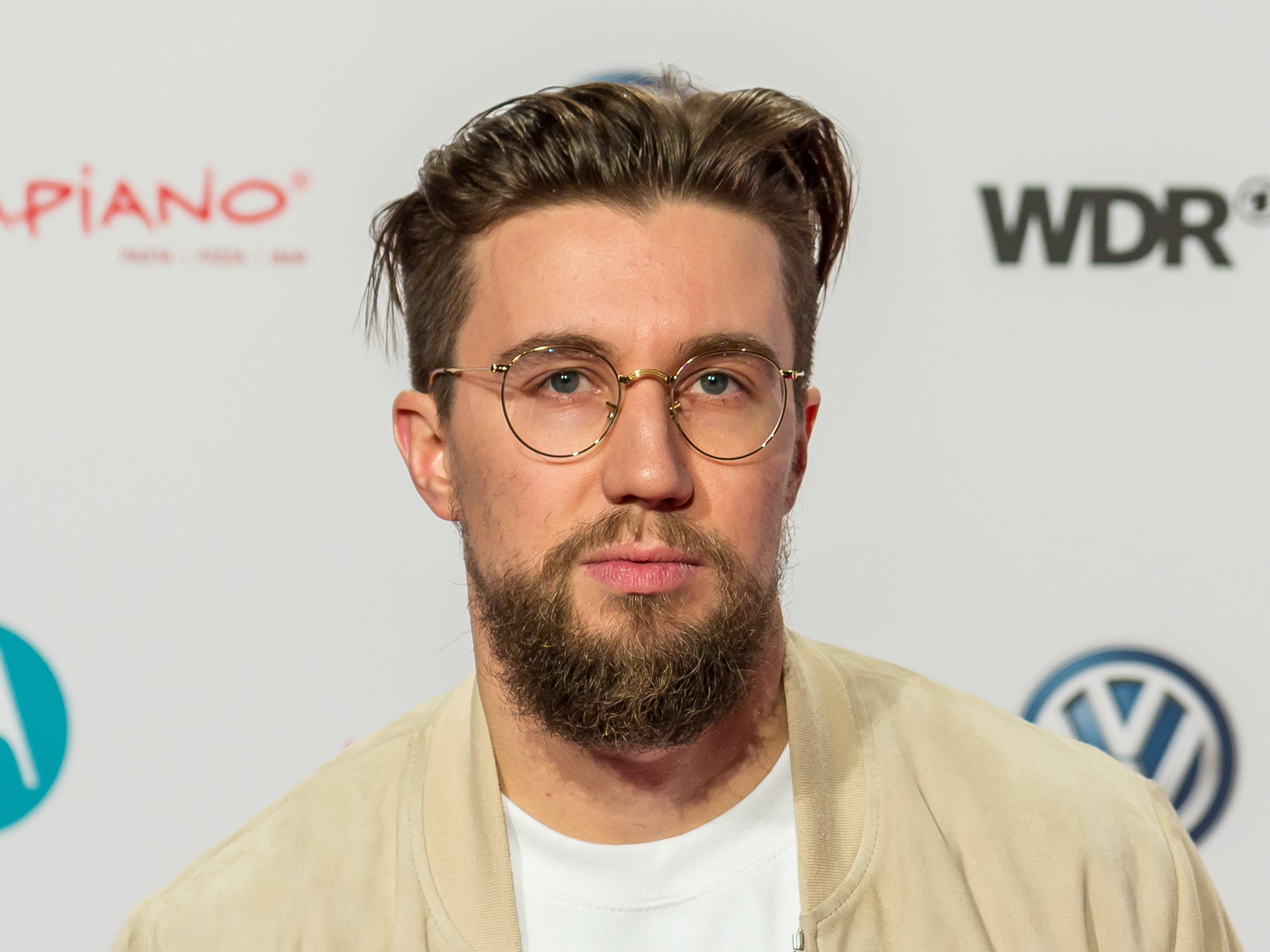
Prinz Pi, 2016

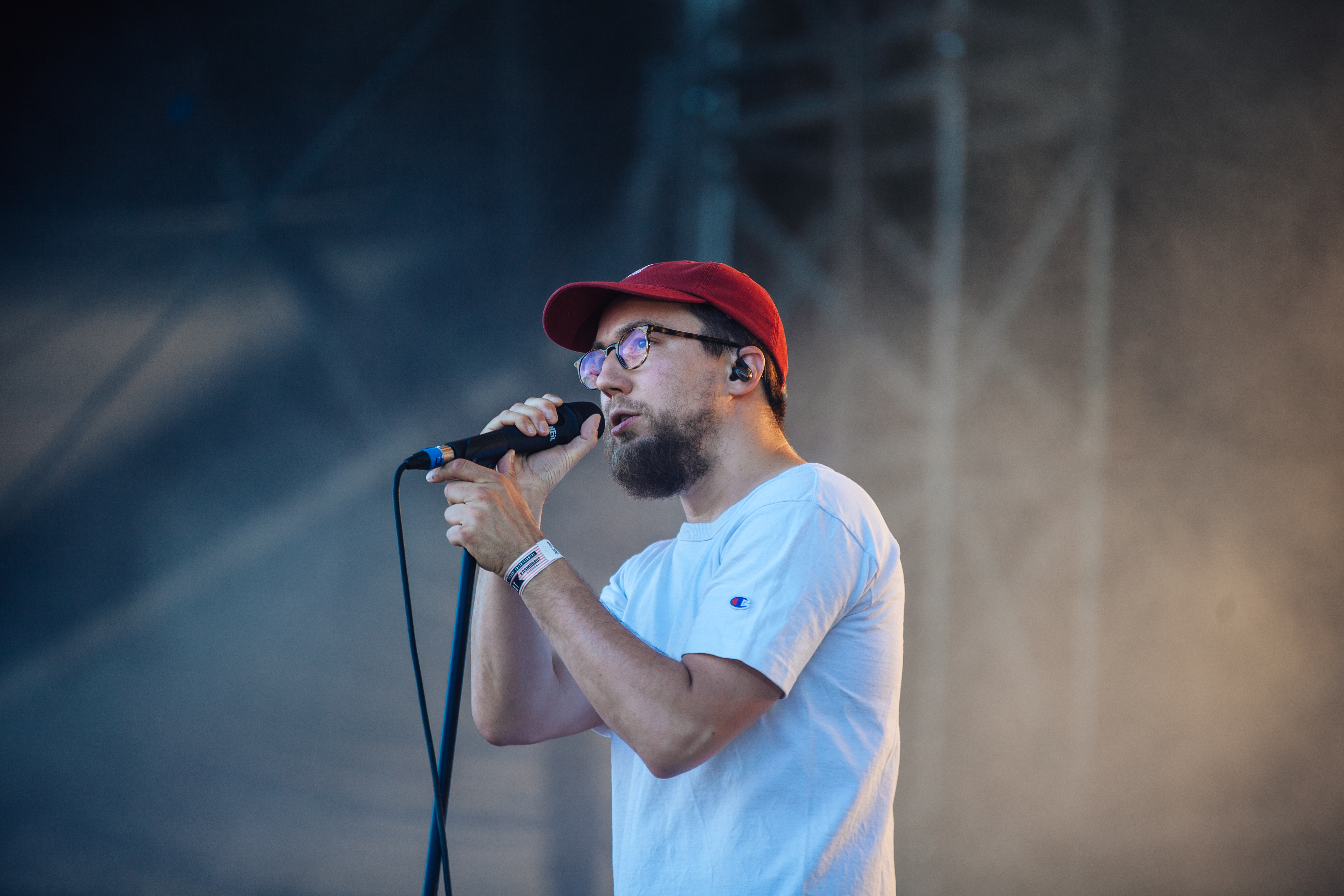
Prinz Pi auf dem Kosmonaut Festival 2016 in Chemnitz

Prinz Pi (* 23. Oktober 1979 in West-Berlin, bürgerlich Friedrich Kautz) ist ein deutscher Rapper. Er ist auch unter dem Pseudonym Prinz Porno bekannt.

## Leben
Kautz wuchs in der Marinesiedlung am Berliner Schlachtensee im gleichnamigen Ortsteil (vor 2020 Teil von Zehlendorf) auf. Er besuchte das grundständige altsprachliche Gymnasium Steglitz. Kautz bezeichnet Schlachtensee als eine der teuersten Ortslagen Berlins, seine ursprünglichen Familienverhältnisse jedoch als arm. Seine Großeltern waren Heimatvertriebene. Seit 1998 trat er auch gelegentlich unter den Pseudonymen Doc Murdock, Doc Mabuse, Slick Spingo und Prinz Porno One in der deutschen Hip-Hop-Szene auf. Später nannte er sich lange Zeit Prinz Porno, was seinem Künstlernamen als Graffiti-Sprayer entsprach.
Neben seinem musikalischen Engagement studierte Kautz von 2002 bis 2008 Kommunikationsdesign an der Kunsthochschule Berlin-Weißensee. Prinz Pi gestaltet den Großteil seines Artworks selbst.
Im Juni 2009 wurde Friedrich Kautz Vater einer Tochter.
Im Sommer 2015 wurde er Vater eines Sohnes. Im August 2020 kam sein drittes Kind, eine Tochter, zur Welt.

## Karriere
1998 war Pi unter seinem alten Künstlernamen Prinz Porno auf dem Sammelalbum Berlin Nr. 1 Vol.1 mit einem Song vertreten. 1998 gelangte sein Album Porno Privat, welches als Privatkopie eigentlich nur für Bekannte und Freunde gedacht war und von dem es nur zwölf Kopien gab, auf (nach seinen Angaben) bisher unbekanntem Wege ins Internet. Darauf befand sich der Track Keine Liebe, der ihn in der Berliner Rapszene bekannt machte.
Im Jahre 2000 wurde das Tape An der Front veröffentlicht. Ein Jahr danach folgte das erste CD-Album WortShots. Außerdem veröffentlichte Prinz Pi mit Mix Master Müller unter dem Pseudonym Soziale Kontakte mehrere LPs
(Die einzige Alternative und Die schiefe Ebene des Bewusstseins).
Prinz Pi war von 2002 bis 2004 bei dem Berliner Untergrundlabel Royal Bunker unter Vertrag. Dort war er unter anderem als Mitglied in den Formationen Promolle und Panz Dominanz vertreten, die wiederum der Beatfabrik entsprangen, welche zahlreiche Veröffentlichungen hervorbrachte.
2001 veröffentlichte er auf der Internetseite von Royal Bunker die EP Radium als kostenlosen Download. Aus dieser EP entwickelte sich das 2002 veröffentlichte Album Radium Reaktion. Es folgten weitere Projekte, wie zum Beispiel das ebenfalls 2002 erschienene Blackbooktape 2: Jung, Schön und Stylisch, bis Pi 2004 seinen vorläufigen Ausstieg aus dem Rap-Business bekannt gab. Prinz Pi beendete vorübergehend seine Royal Bunker-Koop mit dem Kollabo-Album 1. Liga, das aus der Zusammenarbeit mit seinem Kollegen Separate entstand. Das Album wurde über Separates Label Buckwheats Music veröffentlicht.
Im Februar 2005 folgte Prinz Pis Rückkehr dort mit dem Mixtape Guess Who’s Back on the Streets.
Anfang Mai 2005 erschien Pis Soloalbum Teenage Mutant Horror Show, welches wieder über das Mainzer Label Buckwheats Music veröffentlicht wurde, innerhalb von zwei Wochen komplett geschrieben wurde und aus einer Wette mit Separate heraus entstand. Das Album beinhaltet unter anderem 13 Produktionen vom Album Rap Art War von Kinder des Zorns (Casper, Separate, Fadee & Abroo), welche jedoch mit neuen Texten von Prinz Porno aufgenommen wurden. Nach dieser Veröffentlichung erfolgte seine Umbenennung zu Prinz Pi, da er es leid war, von oberflächlichen Magazinen die CDs ungeöffnet zurückgeschickt zu bekommen, da diese „nicht noch so eine CD von einem dieser Porno-Rapper“ haben wollten.
Auf dem Splash!-Festival 2005 stellte Pi sein Streetalbum Zeit ist Geld vor und trat mit Kid Kobra und Smexer auf der MZEE.com-Bühne auf. Am 17. November 2005 folgte mit Geschriebene Geschichte (1998–2005) ein 'Best of' Album. Auf der CD befinden sich neben drei Remixen auch zwei komplett neue Tracks.
Am 4. August 2006 erschien die EP Instinkt. Mittlerweile hatte Pi zusammen mit Freunden das Label No Peanuts gegründet. Am 22. September 2006 erschien das bisher umfangreichste Album !DonnerwetteR!, das fast ausschließlich von Biztram produziert wurde. Dieses mit der Chartplatzierung 56 bis dahin kommerziell erfolgreichste Werk wird von Pi als sein erstes richtiges Album bezeichnet. Es erschien in einer Standardversion mit zwei CDs und einer Limited Edition mit 3 CDs. Während man auf der ersten CD 22 Lieder findet, befinden sich auf der zweiten Herr der Dinge benannten CD 30 Stücke, die bis auf eine Ausnahme ohne elektronisch produzierte Musik auskommen und komplett orchestriert sind. Angelehnt an Heldenepen im Stile von Herr der Ringe oder dem Nibelungenlied verpackt Pi hier die Geschichte des deutschen Raps in eine große Geschichte.
Am 9. Februar 2007 erschien die DVD + Streetalbum Das PrinzIP Prinz PI. Die DVD beinhaltet Material wie Tourberichte und Liveausschnitte von der „Nicht-auf-die-Tour“, dem Splash! 2006 in Chemnitz sowie humoreske Clips wie „Crossgolf“ mit Frank Zander und mehr. Das der DVD beigefügte Streetalbum enthält 17 Titel mit Gastbeiträgen von Kobra und Jonarama.
Am 6. Juli 2007 trat Prinz Pi mit einigen Liedern aus seinem aktuellen Album !Donnerwetter! und älteren Stücken wie Keine Liebe auf der Mainstage  (Vulcano-Stage) des Splash! Festivals 2007 und einen Tag später auf der Rheinhiphop-Stage auf dem Rheinkultur in Bonn auf.
Ende 2007 gewann Pi den Newcomer-Preis der Volkswagen Sound Foundation.

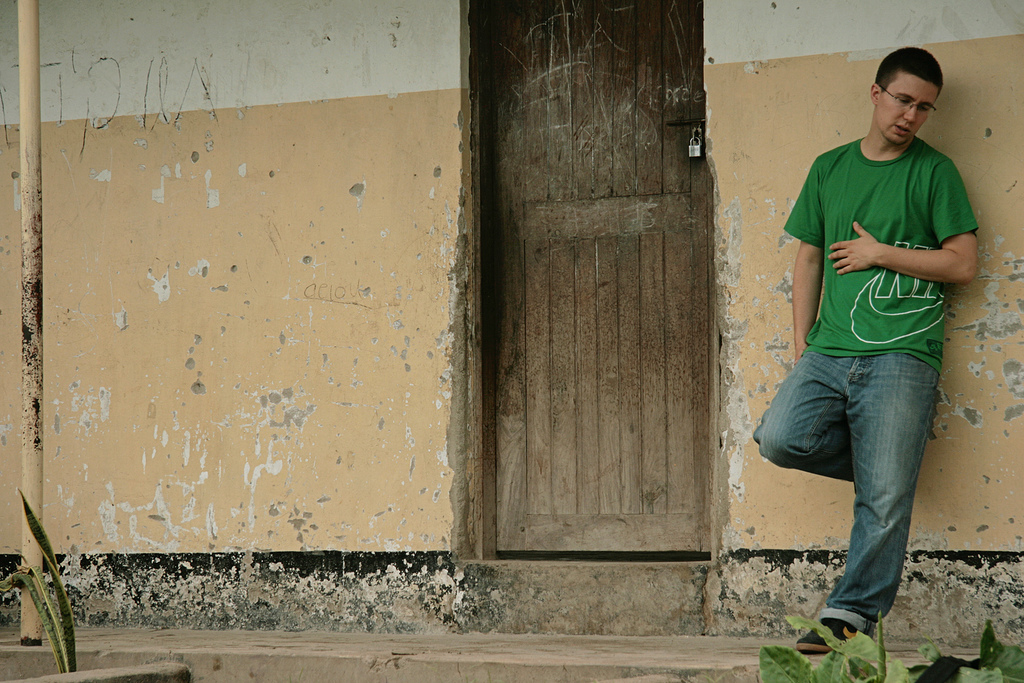
Prinz Pi 2008 in Tansania

Im Februar 2008 flog Pi mit anderen Musikern nach Tansania. Dort nahm er an der Virus Free Generation HipHop Tour teil, bei der der Rapper mit Jugendlichen Lieder aufnahm, die sich thematisch mit der Immunschwächekrankheit AIDS beschäftigen. Im Rahmen der Tournee wurde des Weiteren eine Dokumentation gedreht und ein Konzert veranstaltet. Der Berliner kehrte am 12. Februar nach Deutschland zurück. Nach seiner Rückkehr unterzog sich Prinz Pi einer Operation an seinen Stimmbändern.
Auf dem am 9. Mai 2008 veröffentlichten Album Hin zur Sonne von Casper war Prinz Pi bei dem Song Der letzte Tanz beteiligt.
Am 24. Oktober 2008 erschien sein neues Album Neopunk. Davon gibt es zwei Varianten, eine normale Version und die Deluxe-Version, mit vier Bonustiteln.
Ende 2008 arbeitete er noch einmal mit Frank Zander zusammen. Biztram produzierte mit ihnen den Track „Wo gehst du hin meine Schöne“ über die Zerstörung der Erde und die Selbstausrottung der Menschheit, in dem Frank Zander sogar selbst rappt.
Im Juni 2009 wurde bekannt, dass Universal und das Label No Peanuts sich von Prinz Pi trennen. Am 13. Juli 2009 ließ er auf seinem offiziellen Weblog verlauten, dass er das Label Keine Liebe Records gegründet habe. Bisher erschien auf diesem Label im Jahre 2009 das Album Teenage Mutant Horror Show 2 und im Jahre 2010 die Illuminati EP.
Am 28. Januar 2011 erschien sein zehntes Soloalbum Rebell ohne Grund. Es stieg auf Platz 9 in die Charts ein und enthielt Gastbeiträge von E-Rich, Chefkoch, Frauenarzt, Timi Hendrix, Mudi und RAF Camora. Die erste Single Du bist wurde am 14. Januar veröffentlicht.
Am 9. Dezember 2011 erschien das Akustik-Album Hallo Musik.
Im November 2012 ging er auf Deutschlandtournee. Diese trug den Namen Rebell mit Band, in Anlehnung an sein Soloalbum Rebell ohne Grund. Mit ca. 14.000 Besuchern und zehn Konzerten (fünf davon ausverkauft) war es bis jetzt seine größte Tournee.
Prinz Pis elftes Soloalbum Kompass ohne Norden erschien am 12. April 2013 und stieg auf Platz 1 in die deutschen Albumcharts ein, was für den Künstler die erste Spitzenposition seiner Karriere bedeutet.
Am 9. Januar 2015 erschien sein zwölftes Soloalbum pp=mc², bei dem er wieder unter seinem früheren Künstlernamen Prinz Porno auftritt. Es erreichte erneut die Spitze der deutschen Charts.
Prinz Pis 13. Soloalbum Im Westen nix Neues folgte am 5. Februar 2016 und erreichte ebenfalls Platz 1 in Deutschland. Unter anderem wurde die Single 1,40m veröffentlicht, welche kommerziell erfolgreich war.
Sein 14. Soloalbum Nichts war umsonst wurde am 3. November 2017 veröffentlicht.
In der TV-Sendung Kulturzeit des Fernsehkanals 3sat erklärte Prinz Pi im Februar 2018: "Eigentlich wäre ich viel lieber Schriftsteller geworden. Aber weil halt heutzutage fast niemand mehr vernünftig schreibt und auch die Leute immer weniger Bücher lesen und auch die Bücher immer weniger Impact auf das Leben haben. […] Da hab’ ich mir gedacht: Musiker, da erreichst du mehr."
Seit 2019 hat er bei DefShop seine eigene Modemarke Keine Liebe Berlin. Am 14. Februar 2020 veröffentlichte er ein neues Prinz Pi Album Wahre Legenden und ein neues Prinz Porno Album Mit Abstand. Seit dem 24. Februar 2020 hat er bei Spotify seinen eigenen Podcast Pi‘s Podcast.

## Stil
Seine Texte behandeln vornehmlich sozialkritische Themen, Verschwörungstheorien und gesellschaftliche Trends. Ein weiteres Thema seines Frühwerks war das Leben im Jetset.
Inzwischen reflektiert Prinz Pi in seinen Texten die Lebensabschnitte der jeweiligen Zeitpunkte, in denen die Werke entstehen. Als zentrale Motive treten dabei – in sozialkritischer Manier – Tod und dessen Bewältigung, Liebe und deren Scheitern sowie das Entstehen und Vergehen von Freundschaft hervor. Er selbst bezeichnet sich als „bester deutscher Themen-Rapper“. In seinen oft ironischen Texten benutzt er Doppel- und auch Dreifachreime.

## Kritik
2016 trat Prinz Pi im Neo Magazin Royale in einem weißen Pullover mit dem Logo der palästinensischen Entwicklungshilfeorganisation Sharek Youth Foundation auf und rappte u. a. die Zeilen Ich hab ein Mikroskop, gib mir dein Telefon/Wie Ahmadinedschad mach ich eine Kernfusion/Dann kriegst du ein Teleskop – ich hab ein Mikrofon/ […] Diesen Verweis auf den aufgrund seiner israelfeindlichen Rhetorik, Holocaustleugnung und atomaren Pläne in der Kritik stehenden ehemaligen iranischen Präsidenten kritisierte Konstantin Nowotny (Die Welt) wie auch den Umstand, dass die von Prinz Pi beworbene Organisation in ihren Pressepublikationen von israelischer „Aggression“ und einer „Belagerung“ des Gazastreifens spreche. Auf Kritik stieß auch eine Zeile des Songs Schläferstündchen auf dem Album Neopunk (2008), in der im Zusammenhang mit dem Abu-Ghuraib-Folterskandal von „Prinz Pi, Sympathie für Hisbollah“ die Rede ist, einer Terrororganisation, deren Ziel die Vernichtung Israels ist.

## Diskografie
Studioalben

| Jahr | Titel                                   | Höchstplatzierung, Gesamtwochen, AuszeichnungChartplatzierungen (Jahr, Titel, Platzierungen, Wochen, Auszeichnungen, Anmerkungen) | Höchstplatzierung, Gesamtwochen, AuszeichnungChartplatzierungen (Jahr, Titel, Platzierungen, Wochen, Auszeichnungen, Anmerkungen) | Höchstplatzierung, Gesamtwochen, AuszeichnungChartplatzierungen (Jahr, Titel, Platzierungen, Wochen, Auszeichnungen, Anmerkungen) | Anmerkungen                                              |
| Jahr | Titel                                   | DE | AT | CH | Anmerkungen                                              |
| ---- | --------------------------------------- | --- | --- | --- | -------------------------------------------------------- |
| 1998 | Porno privat                            | — | — | — | Erstveröffentlichung: 1998 als Prinz Porno               |
| 2001 | Radiumreaktion                          | — | — | — | Erstveröffentlichung: 2001 als Prinz Porno               |
| 2003 | BlackbookCD #2 – Jung, schön & stylisch | — | — | — | Erstveröffentlichung: 27. Januar 2003 als Prinz Porno    |
| 2005 | Teenage Mutant Horror Show              | — | — | — | Erstveröffentlichung: 2. Mai 2005 als Prinz Porno        |
| 2005 | Zeit ist Geld                           | — | — | — | Erstveröffentlichung: 22. August 2005 als Prinz Porno    |
| 2006 | !DonnerwetteR!                          | DE56 (1 Wo.)DE | — | — | Erstveröffentlichung: 22. September 2006                 |
| 2007 | Das Prinz IP Prinz Pi Volume 1          | — | — | — | Erstveröffentlichung: 9. Februar 2007 inklusive DVD      |
| 2008 | Neopunk                                 | DE50 (1 Wo.)DE | — | — | Erstveröffentlichung: 24. Oktober 2008                   |
| 2009 | Teenage Mutant Horror Show 2            | DE45 (2 Wo.)DE | — | CH96 (1 Wo.)CH | Erstveröffentlichung: 4. September 2009                  |
| 2011 | Rebell ohne Grund                       | DE9 (3 Wo.)DE | AT44 (1 Wo.)AT | CH29 (2 Wo.)CH | Erstveröffentlichung: 28. Januar 2011                    |
| 2011 | Hallo Musik                             | DE38 (1 Wo.)DE | — | — | Erstveröffentlichung: 9. Dezember 2011 Akustik-Album     |
| 2013 | Kompass ohne Norden                     | DE1 Gold · (19 Wo.)DE | AT4 (4 Wo.)AT | CH5 (4 Wo.)CH | Erstveröffentlichung: 12. April 2013 Verkäufe: + 100.000 |
| 2015 | pp=mc²                                  | DE1 (4 Wo.)DE | AT10 (2 Wo.)AT | CH12 (2 Wo.)CH | Erstveröffentlichung: 9. Januar 2015 als Prinz Porno     |
| 2016 | Im Westen nix Neues                     | DE1 (8 Wo.)DE | AT5 (2 Wo.)AT | CH5 (5 Wo.)CH | Erstveröffentlichung: 5. Februar 2016                    |
| 2017 | Nichts war umsonst                      | DE2 (4 Wo.)DE | AT9 (2 Wo.)AT | CH13 (2 Wo.)CH | Erstveröffentlichung: 3. November 2017                   |
| 2020 | Wahre Legenden                          | DE3 (2 Wo.)DE | AT18 (1 Wo.)AT | CH7 (2 Wo.)CH | Erstveröffentlichung: 14. Februar 2020                   |
| 2020 | Mit Abstand                             | DE6 (1 Wo.)DE | AT42 (1 Wo.)AT | CH20 (1 Wo.)CH | Erstveröffentlichung: 14. Februar 2020 als Prinz Porno   |
| 2023 | ADHS                                    | DE4 (3 Wo.)DE | AT12 (1 Wo.)AT | CH14 (1 Wo.)CH | Erstveröffentlichung: 3. Februar 2023                    |
| 2025 | West-Berlin                             | DE11 (… Wo.)DE | — | CH71 (… Wo.)CH | Erstveröffentlichung: 16. Mai 2025                       |

## Auszeichnungen
- 1 Live Krone

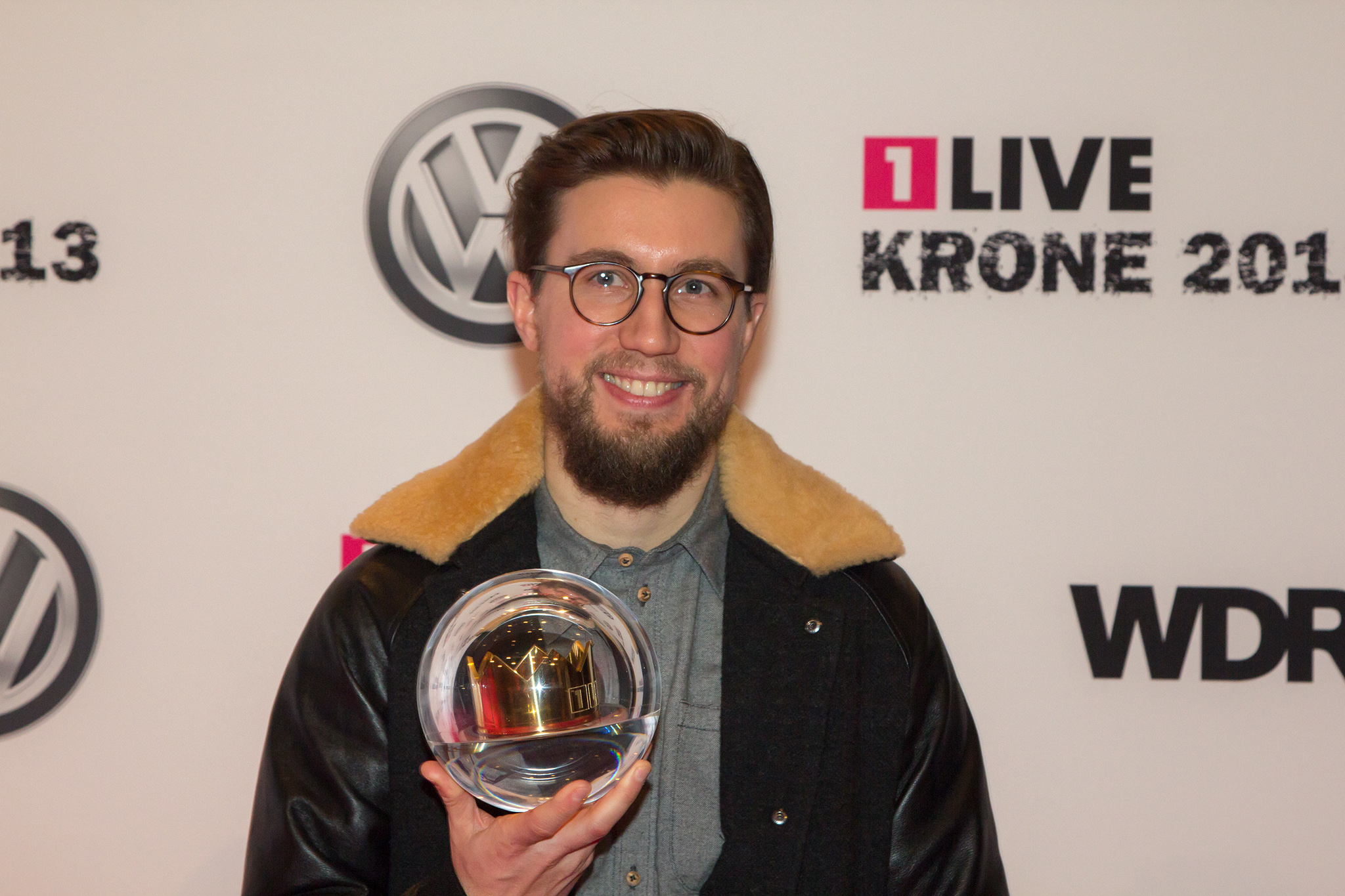
Prinz Pi mit der 1 Live Krone 2013

  - 2013: in der Kategorie „Bester Plan B-Act“

- 2018 Deutscher Musikautorenpreis in der Kategorie Text Hip-Hop